# لیندولا
لیندولا (به لاتین: Lindula) یک منطقهٔ مسکونی در سری‌لانکا است که در ناحیه نووارا الییا واقع شده‌است.